# Tammy Lynn Michaels
Tammy Lynn Michaels (* 26. November 1974 in Lafayette, Indiana) ist eine US-amerikanische Schauspielerin.

## Leben
Von Anfang 2001 bis April 2010 lebte sie mit der Sängerin Melissa Etheridge zusammen. Die beiden waren von 2003 bis 2010 verheiratet. Im April 2006 wurde sie nach einer anonymen Samenspende schwanger und brachte am 17. Oktober 2006 die Zwillinge Miller Stephen und Johnnie Rose zur Welt. Ihre Ex-Partnerin Melissa Etheridge hat bereits zwei Kinder (Bailey und Bekett) aus ihrer früheren Beziehung mit Julie Cypher, von der sie sich 2000 getrennt hatte.
2001 spielte Tammy in der Serie Popular mit, 2002 drei Folgen lang in der Show That's '80 und hatte 2004  eine Filmrolle bei The L Word – Wenn Frauen Frauen lieben (drei Folgen in der 1. Staffel), wo sie als Stalkerin von Shane McCutcheon (Katherine Moennig) zu sehen war. Seit Anfang 2005 war sie 12 Folgen lang in der Serie Committed zu sehen.

## Filmografie
- 1999–2001: Popular (Fernsehserie, 43 Folgen)
- 2003: D.E.B.S. (Kurzfilm)
- 2004: The L Word – Wenn Frauen Frauen lieben (The L Word, Fernsehserie, 3 Folgen)
- 2005: Committed (Fernsehserie, 12 Folgen)
- 2019: Dolly Partons Herzensgeschichten (Dolly Parton’s Heartstrings, Fernsehserie, Folge 1x04 Cracker Jack)